# 増本さやか
増本 さやか（ますもと さやか、1984年 - ）は日本の登山家、フリークライマー。

## 概要
1984年東京生まれ。2004年立教大学山岳部に入部し登山を始め、在学中にネパールの未踏峰パンバリヒマール6887mを初登頂した。2019年に日本人女性としてはじめて、ヨセミテのエルキャピタンをワンプッシュのフリークライミングで登り切った。現在、夫であるクライマーの増本亮と2021年に生まれた娘と3人で、山梨県北杜市に暮らす。

## 登山歴
- 2006年9月 - ネパール ヒマラヤの未踏峰パンバリヒマール（ドイツ語: Panbari Himal）6887mを中島健郎らと初登頂した[3][4]。増本は副隊長を務めた。
- 2018年秋 - ヨセミテのエルキャピタンのフリーライダー（Ⅵ,5.12d/13a）の35ピッチのうち核心ピッチ（テフロンコーナー）以外を完登[8][9]。
- 2019年秋 - ヨセミテのエルキャピタンのフリーライダー（Ⅵ,5.12d/13a）を4日間でワンプッシュオールフリーで完登[5][6][7]。日本人人女性としては初の快挙[7]。

## 参照
1. 1 2  増本さやか「新連載Enjoy Climbing - 増本亮&さやかのNever Ending Journey 1」『登山時報』621号、日本山岳・スポーツクライミング協会、2020年12月15日、8-9頁。
2. 1 2  柏澄子『彼女たちの山 平成の時代、女性はどう山を登ったか』山と溪谷社、2023年3月14日。ISBN 9784635172059。
3. 1 2  池田常道 (2007-08-11). “ASIA, NEPAL, PERI HIMAL, PANBARI HIMAL, FIRST ASCENT”. the American Alpine Journal (アメリカ山岳会（英語: American Alpine Club）) 2007年:  377−378. ISBN 9781933056050.
4. 1 2  加藤好美「パンバリヒマール初登頂 - 学生部遠征隊2006」『山岳』102号、日本山岳会、2007年12月15日、77-87頁。
5. 1 2  増本さやか「あなたにも登れるフリーライダー完結編」『ROCK & SNOW』88号、山と溪谷社、2020年6月、28-31頁。
6. 1 2  増本さやか「新連載Enjoy Climbing - 増本亮&さやかのNever Ending Journey 6」『登山時報』626号、日本山岳・スポーツクライミング協会、2021年5月15日、8-9頁。
7. 1 2 3  “増本さやか、Freerider ワンプッシュ・オールフリーに成功”. CLIMBING-NET powered by ROCK & SNOW.  山と溪谷社. 2022年1月16日閲覧。
8. ↑  増本さやか、増本亮「連載　アメリカ大陸縦断ツアー「生き方の提案」 - 北米編後編」『ROCK & SNOW』86号、山と溪谷社、2019年12月、56-59頁。
9. ↑  増本さやか「新連載Enjoy Climbing - 増本亮&さやかのNever Ending Journey 4」『登山時報』624号、日本山岳・スポーツクライミング協会、2021年2月15日、7-8頁。